# Matteo Gatti
Matteo Gatti (* 14. Mai 2001) ist ein san-marinesischer Skirennläufer. Er startet hauptsächlich in den technischen Disziplinen Riesenslalom und Slalom.

## Karriere
Gatti gab sein internationales Renndebüt am 2. Dezember 2017 bei einem Juniorenrennen in Pfelders. Sein erstes internationales Großereignis bestritt er zwei Jahre später, als er beim Europäischen Olympischen Winter-Jugendfestival in Sarajevo den 72. Platz im Riesenslalom belegte. Nur wenige Tage später gelang ihm ein weiterer Achtungserfolg, als er bei den Juniorenweltmeisterschaften in Val di Fassa den 53. Rang im Slalom erreichte.
2021 ging Gatti startete erstmals bei einer Alpinen Skiweltmeisterschaft. Bei den Wettkämpfen in Cortina d’Ampezzo erreichte er als bestes Ergebnis Platz 43 im Riesenslalom. Diese Platzierung erreichte er ein Jahr später ebenfalls bei den Olympischen Winterspielen in Peking, allerdings im Slalom.
Abgesehen von internationalen Großereignissen startet Gatti hauptsächlich bei FIS-Rennen in Italien oder im benachbarten Ausland. 

## Erfolge

### Olympische Winterspiele
- Peking 2022: 43. Slalom, DSQ Riesenslalom

### Weltmeisterschaften
- Cortina d’Ampezzo 2021: 43. Riesenslalom, 45. Slalom
- Courchevel/Méribel 2023: 51. Riesenslalom, 66. Slalom

### Juniorenweltmeisterschaften
- Val di Fassa 2019: 53. Slalom, 83. Riesenslalom

### Weitere Erfolge
- 3 Platzierungen unter den besten 15 bei FIS-Rennen